# 1922 en santé et médecine
| Années de la santé et de la médecine : 1919 - 1920 - 1921 - 1922 - 1923 - 1924 - 1925    |
| Décennies de la santé et de la médecine : 1890 - 1900 - 1910 - 1920 - 1930 - 1940 - 1950 |

Cet article présente les faits marquants de l'année 1922 en santé et médecine.

## Événements
- 11 janvier : au Canada, à Toronto, premier traitement du diabète par l’insuline[1].
- 1er avril : Charles Ier, empereur d'Autriche, meurt d'une pneumonie aiguë en exil sur l'île de Madère[2].
- 25 mai : Lénine est victime d’une première attaque cérébrale[3].
- 31 mai : en Autriche, Anna Freud (1895-1982) devient membre de la Société psychanalytique de Vienne, avec une conférence d’admission intitulée Schlagephantasie und Tagtraum (Fantasme d’être battu et rêverie)[4].
- 27 juin : en France, décret « portant institution du brevet de capacité d’infirmières professionnelles[5] ».
- Été 1922 : avec la récolte de blé, fin de la famine soviétique de 1921-1922 qui a atteint le bassin de la Volga, le Nord du Caucase et l'Est de l'Ukraine et qui a fait 1,5 million de victimes[6].
- 12-13 décembre : Lénine est victime d’une deuxième attaque cérébrale[3].

## Publications

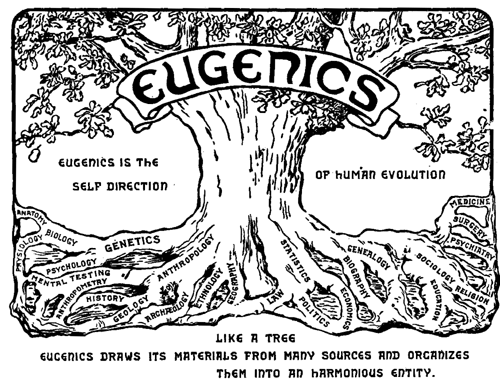
L'Eugénisme

- G. K. Chesterton publie un essai contre le mouvement eugénique : Eugenics and Other Evils (L’Eugénisme et autres fléaux).
- Sigmund Freud : Psychopathologie de la vie quotidienne est publié en France.
- En France, publication du Manuel d'éducation prophylactique contre les maladies vénériennes par le Comité national de propagande d'hygiène sociale et d'éducation prophylactique[8].

## Prix
- Prix Nobel de physiologie ou médecine : Archibald Hill (1886-1977) et Otto Meyerhof (1884-1951).
- Médaille Buchanan : David Bruce (1855-1931), médecin et biologiste britannique.

## Naissances
- 9 janvier : Har Khorana, biologiste indien, prix Nobel de physiologie ou médecine en 1968.
- 24 janvier : Charles Socarides (mort en 2005), psychiatre, psychanalyste, médecin, éducateur et auteur américain.
- 28 janvier : Robert Holley (mort en 1993), biochimiste américain, prix Nobel de physiologie ou médecine en 1968.
- 30 mars : Élisabeth Rioux-Quintenelle, infirmière et résistante française.
- 8 novembre : Christiaan Barnard (mort en 2001), chirurgien cardiaque sud-africain.
- 9 novembre : Piotr Slonimski (mort en 2009), médecin, biologiste et généticien français d'origine polonaise.
- 17 novembre : Stanley Cohen, biologiste américain, prix Nobel de physiologie ou médecine en 1986.
- 21 novembre : John Cairns (en), médecin et biochimiste britannique.

## Décès

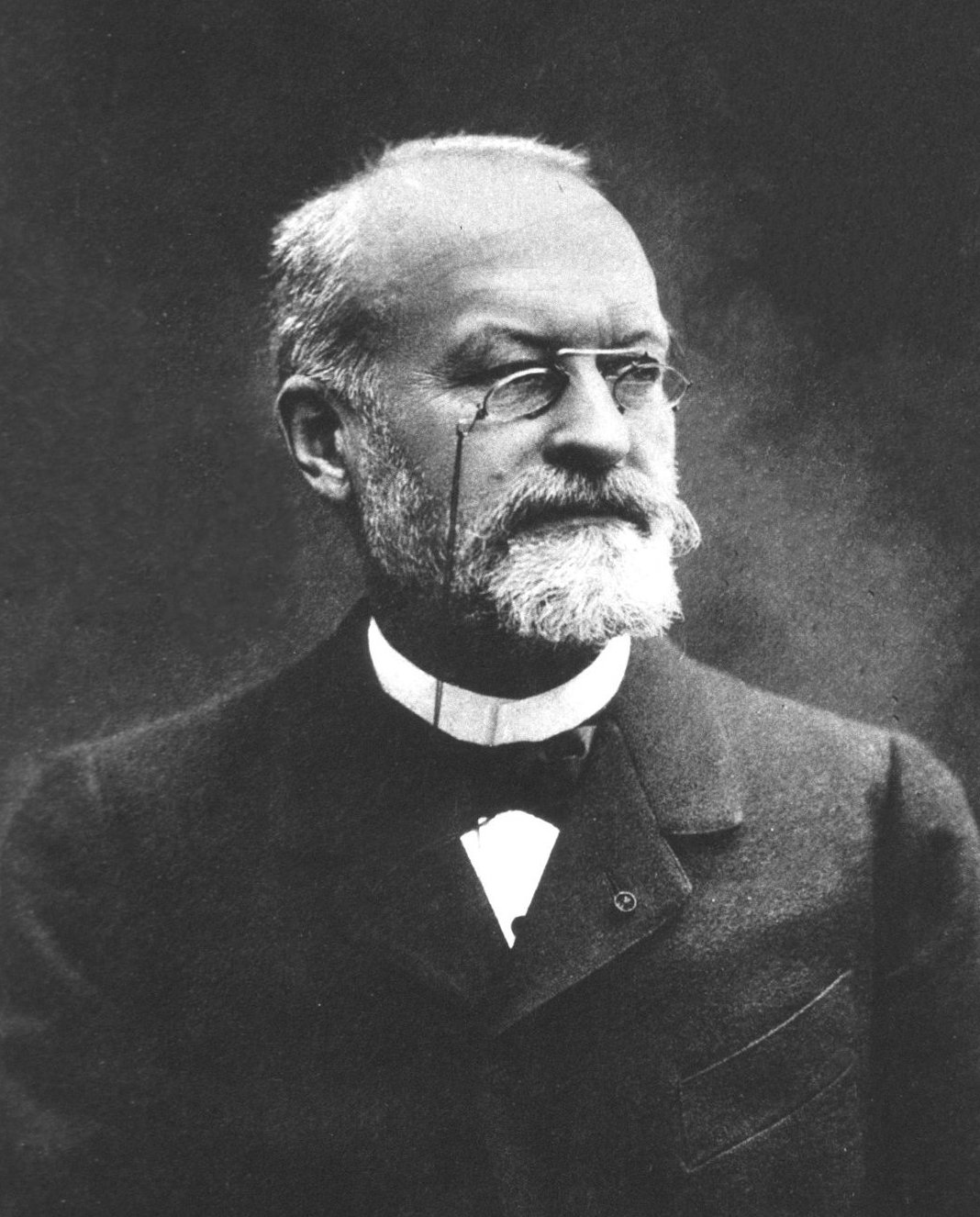
Alphonse Laveran

- 11 mars : Augustus Desiré Waller (né en 1856), physiologiste britannique.
- 9 avril : Patrick Manson (né en 1844), médecin britannique.
- 18 mai : Alphonse Laveran (né en 1845), médecin militaire français, prix Nobel de physiologie ou médecine en 1907.
- 4 juin : William Rivers (né en 1864), psychiatre anglais.
- 24 octobre : Alexander Crum Brown (né en 1838), médecin et chimiste écossais.
- 25 octobre : Oscar Hertwig (né en 1849), médecin et embryologiste allemand.